# Geschiedenis van de Nederlandse gulden
De geschiedenis van de Nederlandse gulden gaat terug tot 1252. 

## Begin
De eerste gulden (betekent "gouden") werd florijn genoemd, naar de Florentijnse lelie uit het wapen van de stad Florence, waar in 1252 de eerste belangrijke gouden munt (gouden florijn) sinds de Karolingische tijd werd geslagen. Daarmee is ook de herkomst verklaard van het altijd gebruikte ƒ-teken voor de gulden, en de aanduiding fl.
Deze munt had op de ene kant een afbeelding van de stadspatroon Sint Jan de Doper en op de andere kant de lelie, het wapen van de stad Florence. Deze munt werd in geheel West-Europa nagebootst, in de Nederlanden voor het eerst door Jan III van Brabant. In 1378 kwam de Hollandse gulden van graaf Willem V in omloop. Daarna voerden verschillende vorsten en heersende edellieden hun eigen gulden in, die in het begin bijna allemaal een afbeelding van St. Jan droegen.

Alle Nederlandse gewesten, met uitzondering van Groningen dat de kromstaart bleef gebruiken, sloegen aan het einde van de 15e eeuw hun eigen guldens.

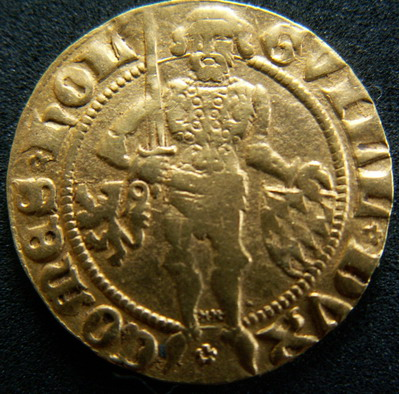
Goudgulden graaf Willem V (1378-1389)

## Dukaten
Naast guldens werden in de Nederlanden ook dukaten geslagen. De dukaat was in principe een gouden munt van 3,5 gram, afgeleid van een Venetiaanse munt die in 1272 voor het eerst werd geslagen. Er zijn ook zilveren halve, hele en dubbele dukaten geslagen.
Deze gouden en zilveren munten zijn na de Muntwet uit 1816 slechts als penningen (zgn. negotiepenningen) geslagen, tot 1985 in opdracht van particulieren. De Munt garandeerde slechts gewicht en gehalte van het edelmetaal in de munten.

## Carolusgulden
De carolusgulden is de eerste Nederlandse eenheidsmunt die ook in een groot deel van Europa circuleert.

### Gouden carolus
In 1521 voerde keizer Karel V een munt in die naar hem de carolus wordt genoemd. De gouden carolus is onderverdeeld in 20 stuivers van 16 penningen, een indeling die bijna 300 jaar ongewijzigd bleef. In Nederlandse teksten van vóór 1816 vindt men dus wel bedragen als f 10-12-4, ofwel 10 gulden, 12 stuivers en 4 penningen. Dit komt overeen met f 10,6125 in het decimale stelsel.
Ook al verdwijnt de aanduiding stuiver in de 19e eeuw om plaats te maken voor 5 cent, in de volksmond blijft het muntje een stuiver genoemd worden.

### Zilveren carolus
Na de gouden carolus van 1521 kwam in 1582 de zilveren carolus, die tot 1680 gold als (eerste) eenheidsmunt voor de Zeventien Provinciën. Deze munt was de eerste met een 'kop' (van de keizer).

## Provinciale uitgiften
De afwezigheid van een eigen gemeenschappelijke munt voor de Nederlanden had bij het uitbreken van de Tachtigjarige Oorlog (1568-1648) gevolgen:
De provincies gaven - om de oorlog te kunnen betalen - munten uit met een te laag gewicht of een te laag gehalte aan goud of zilver. In die tijd hadden munten namelijk dankzij het erin verwerkte metaal een intrinsieke waarde die weinig afweek van hun nominale waarde.
Door deze praktijk en door het snoeien van zilveren en gouden munten was betalen een ingewikkelde zaak. Snoeien betekent dat boeven stukjes metaal van de munten af knipten of vijlden, zodat de munten minder waard werden dan er op stond. Op deze valsmunterij stond vroeger de doodstraf. Munten moesten daarom vaak gekeurd en gewogen geworden. Het waren goede tijden voor geldwisselaars die met een set gewichten en een weegschaal rondreisden langs jaarmarkten en andere plaatsen waar veel gehandeld werd.
De provincies Holland en Zeeland deden iets opmerkelijks: ze hieven belasting over al het geld dat in omloop was en voorzagen de munten waarover belasting werd geheven van een klop (een instempeling). Dit verklaart mogelijk de herkomst van de uitdrukking iemand geld uit de zak kloppen.

Vijf provinciale en koloniale munten uit de 17e en 18e eeuw
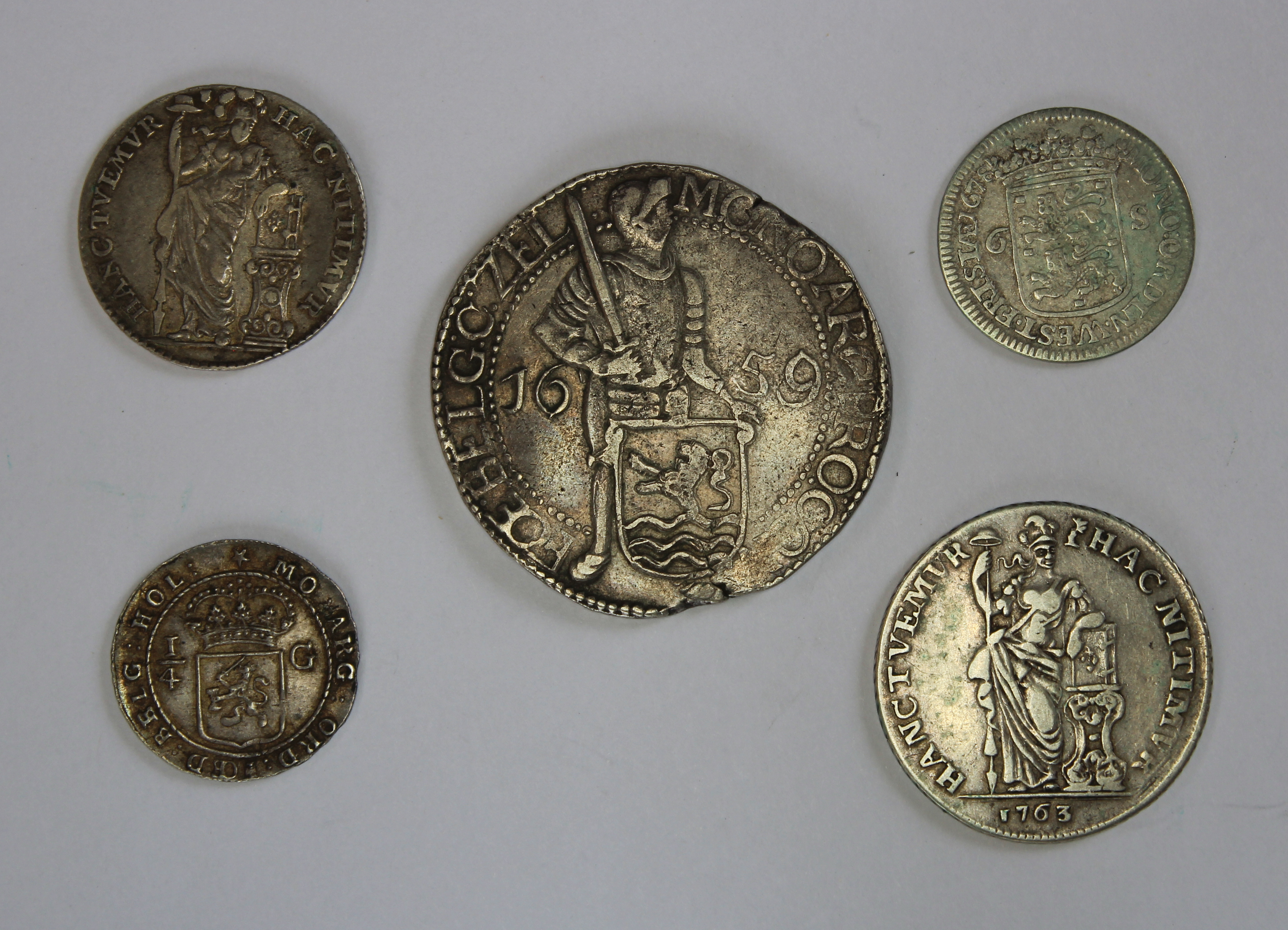
Voorzijde
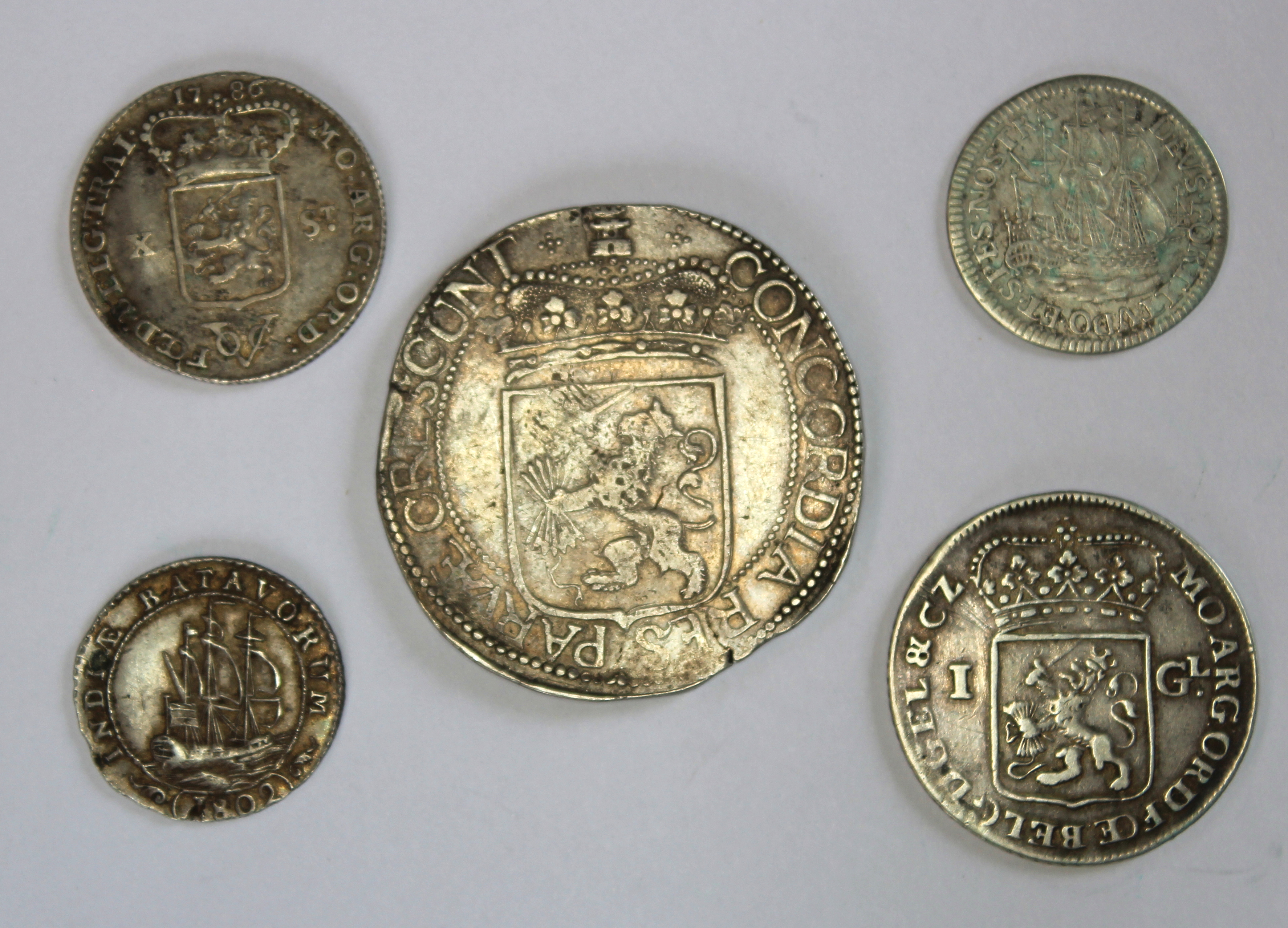
Keerzijde

- Linksboven: 10 Stuiver - Vereenigde Oostindische Compagnie VoC-monogram) - 1786
- Rechtsboven: 6 Stuiver of Skelling - Friesland - 1678
- Midden: Ducat - Zeeland - 1659
- Linksonder: Kwartgulden - Nederlands-Indië - 1802
- Rechtsonder: 1 gulden - Gelderland - 1763

## VOC-geld
De Vereenigde Oost-Indische Compagnie was, buiten de provincies en de Nederlandse Staat, de enige organisatie in Nederland die het recht had eigen munten uit te geven. Zij deed dat voor eigen gebruik, buiten Nederland.

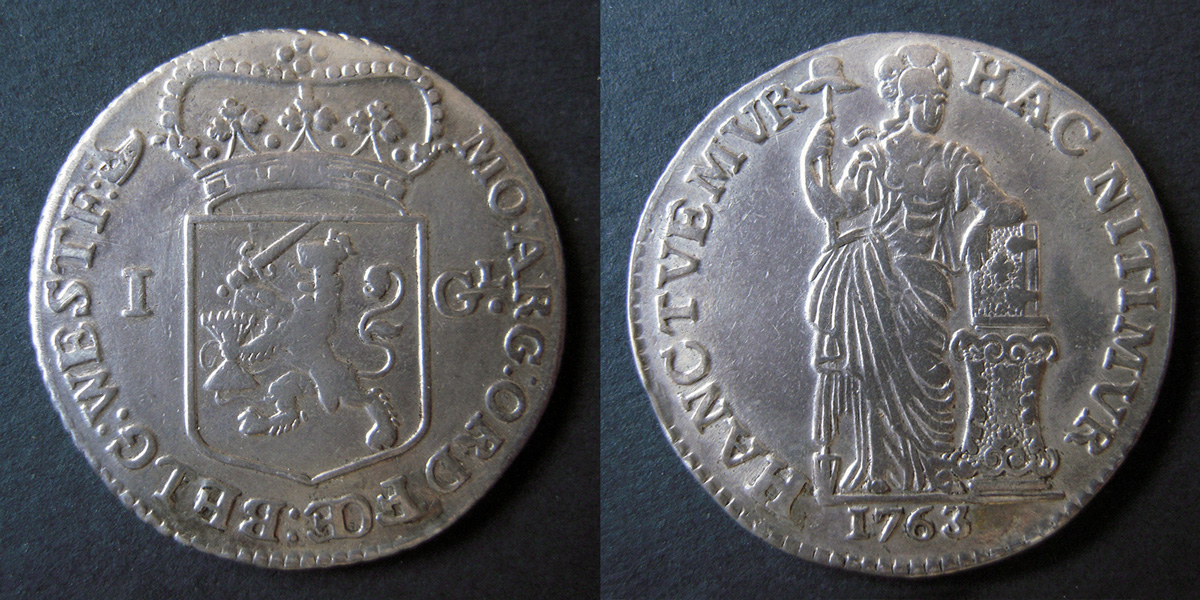
Generaliteitsgulden, zilver, West-Friesland, geslagen te Enkhuizen 1763.

## Generaliteitsgulden
In 1694 kwam de generaliteitsgulden in omloop, met de Nederlandse maagd-met-lans. Dit betekent echter niet het einde voor de provinciale munten. Het slaan van munten was een winstgevende zaak die de provincies niet graag opgaven.
De laatste provinciale zilveren munten werden pas in 1848 uit de roulatie genomen.

## Maatregelen tegen snoeien
Vanaf 1749 werden alle zilveren en gouden munten voorzien van een kartelrand, die het probleem van het snoeien moest tegengaan. Op die manier wilden de Staten-Generaal het vertrouwen in de gulden vergroten.

## Koninkrijk Holland1806-1810
Toen Lodewijk Napoleon Bonaparte koning van Holland (Nederland) was, werden er van hem munten geslagen. Daarvan verscheen alleen een 10 stuiver (halve gulden), een gulden, een rijksdaalder, een dukaat, een 10 guldenmunt en een 20 guldenmunt.

## Franse bezetting 1810-1814
Toen Nederland in 1810 werd ingelijfd bij Frankrijk onder keizer Napoleon werd de Franse frank het betaalmiddel. Een klein deel van het muntgeld wordt in Nederland geslagen.
De gulden keert echter snel terug en vanaf 1825 is de Franse frank, die nog veel in omloop was in de Zuidelijke Nederlanden, geen wettig betaalmiddel meer.

## De Muntwet van 1816
Op 18 september 1816 werd een muntwet aangenomen waarmee de onderverdeling van de gulden in 100 cent werd vastgelegd. Hiermee werd het decimale muntstelsel in Nederland ingevoerd. Deze eerste Nederlandse muntwet was gebaseerd op een doorwrocht advies van Jean Henri van Swinden die zijn sporen had verdiend bij de invoering van het decimale metrieke stelsel. De wijze van onderverdeling in centen, dubbeltjes, kwartjes, guldens en rijksdaalders en tientjes is door hem ontworpen in zijn 'Bedenkingen over het muntwezen' van 2 december 1815.
Bij de vaststelling van de waarde in zilver en goud was de verhouding niet in overeenstemming gebracht met de marktwaarde. Het goud was bewust overgewaardeerd om ervoor te zorgen dat er ook gouden tientjes konden worden geslagen bij stijgende goudprijzen. In Frankrijk, waar men een verhouding had gebruikt die beter aansloot bij de werkelijke waarde, kwam het regelmatig voor dat er geen 20-frankstukken konden worden geslagen omdat het goud te duur was. Om te voorkomen dat het algemene publiek winst zou kunnen maken door gouden tientjes te laten slaan (die dus een hogere nominale waarde hadden dan hun goudinhoud), mochten zij alleen zilveren munten laten slaan. Het laten slaan van gouden tientjes was voorbehouden aan De Nederlandsche Bank en de Algemeene Nederlandsche Maatschappij ter Begunstiging van de Volksvlijt.

## Nederlandse munten 1817-2002
Vanaf 1817 (koning Willem I) tot 2002 (invoering euro) heeft elke Nederlandse vorst of vorstin één of meer 'eigen' guldens gekregen, met kop, omcirkeld door de tekst 'koning(in) der Nederlanden'. Ook werd in 1818 het kantschrift 'God zij met ons' ingevoerd.
| Nederlandse munten 1817-2002          | Nederlandse munten 1817-2002 | Nederlandse munten 1817-2002 | Nederlandse munten 1817-2002       | Nederlandse munten 1817-2002 | Nederlandse munten 1817-2002 |
| ------------------------------------- | ---------------------------- | ---------------------------- | ---------------------------------- | ---------------------------- | ---------------------------- |
| Decimaal stelsel: 1 gulden = 100 cent |                              |                              |                                    |                              |                              |
| Waarde (gulden)                       | waarde (cent)                | Naam                         | Metaal                             | gemunt vanaf                 | gemunt tot                   |
| 0,005                                 | 0,5                          | Halfje                       | koper, brons                       | 1818                         | 1940                         |
| 0,01                                  | 1                            | Cent                         | koper, brons, zink                 | 1817                         | 1980                         |
| 0,025                                 | 2,5                          | 2½ cent Halve stuiver        | brons, zink                        | 1877                         | 1942                         |
| 0,05                                  | 5                            | Stuiver                      | zilver, nikkel, zink, brons, koper | 1818                         | 2001                         |
| 0,10                                  | 10                           | Dubbeltje                    | zilver, zink, nikkel               | 1818                         | 2001                         |
| 0,25                                  | 25                           | Kwartje                      | zilver, zink, nikkel               | 1817                         | 2001                         |
| 0,50                                  | 50                           | Halve gulden                 | zilver                             | 1818                         | 1930                         |
| 1,-                                   | 100                          | Gulden                       | zilver, nikkel                     | 1818                         | 2001                         |
| 2,50                                  | 250                          | Rijksdaalder                 | zilver, nikkel                     | 1840                         | 2001                         |
| 3,-                                   | 300                          | Drieguldenstuk               | zilver                             | 1817                         | 1832                         |
| 5,-                                   | 500                          | Vijfje                       | goud                               | 1826                         | 1912                         |
| 5,-                                   | 500                          | Vijfje                       | verbronsd nikkel                   | 1988                         | 2001                         |
| 10,-                                  | 1000                         | Tientje                      | goud                               | 1818                         | 1933                         |
| 10,-                                  | 1000                         | Tientje                      | zilver                             | 1970                         | 1999                         |
| 50,-                                  | 5000                         | Vijftig gulden               | zilver                             | 1982                         | 1998                         |

Opmerkingen:
1. de naoorlogse 10 en 50 gulden munten waren speciale uitgiften die ondanks hun status van wettig betaalmiddel nauwelijks in omloop waren; het waren steeds herdenkingsmunten in relatief kleine oplagen, die door verzamelaars aan de circulatie werden onttrokken. Tevens kwam het voor dat winkeliers dergelijke muntstukken weigerden, uit onbekendheid met de munten.
2. ten tijde van de bezetting werd het koper- en zilvergeld in beslag genomen en vervangen door zinken munten. Deze waren tot in de jaren 50 in omloop, waarna weer werd overgegaan op zilver en koper. Dubbeltjes en kwartjes werden vanaf 1948 echter niet meer uit zilver maar uit nikkel vervaardigd.
3. vanaf 1967 werden guldens en vanaf 1969 ook rijksdaalders niet meer uit zilver maar uit nikkel vervaardigd.

## Het muntteken
Tot 1830 werden de gulden in twee plaatsen geslagen: in Utrecht en in Brussel. Dat werd ook aangegeven op de munt, op de munten van Brussel stonden een B en die van Utrecht de Mercuriusstaf. Tijdens de Tweede Wereldoorlog werden in opdracht van de Nederlandse regering in ballingschap ook nog munten in de Amerikaanse steden Philadelphia, San Francisco en Denver geslagen om de omloop na de oorlog op gang te kunnen houden. De hier geslagen munten dragen de tekens P en D.

## Waarde van de gulden
De waarde van de gulden is in het verleden uitgedrukt in goud en/of zilver in de munt. Van 1816 tot 1847 kende Nederland de dubbele standaard (goud en zilver). Tijdens deze periode werd internationaal de waarde gerelateerd aan het zilvergehalte van de gulden.
Tussen 1850 en 1873-1875 (overgangsperiode) hanteerde men de zilveren standaard; hierna ging men onder invloed van de landen om ons heen over op de gouden standaard, tot 1936.
Hoeveelheid goud in het gouden tientje:
- 1 gouden tientje = 6,720 gram goud, gehalte 900/1000 (6,048 gram fijn goud).

Hoeveelheid zilver in de Nederlandse gulden:
- 1694: 1 generaliteitsgulden = 10,61 gram (ca. 9,6 gram fijn zilver);
- 1816: 1 gulden = 10,766 gram zilver, gehalte 893/1000 (9,61 gram fijn zilver);
- 1839: 1 gulden = 10 gram zilver, gehalte 945/1000 (9,45 gram fijn zilver);
- 1919: 1 gulden = 10 gram zilver, gehalte 720/1000 (7,2 gram fijn zilver);
- 1954: 1 gulden = 6,5 gram zilver, gehalte 720/1000 (4,68 gram fijn zilver)
- 1967: De zilveren gulden wordt vervangen door een nikkelen gulden van 6 gram.

## Het einde van de gulden
De allerlaatste Nederlandse gulden is een speciale gulden die in 2001 geslagen is en vanwege zijn ontwerp en boodschap als een afscheidsgulden wordt gezien.
Om de gulden niet in stilte te laten verdwijnen, schreef het Ministerie van Financiën een ontwerpwedstrijd voor de themazijde (keerzijde) van een speciale uitgave van de laatste gulden. Meer dan 3000 basisscholen deden mee aan de wedstrijd en 55.000 leerlingen uit groep 7 en 8 leverden een ontwerp in. De jury koos de tekening van Tim van Melis: een leeuw met een vlaggetje in zijn handen. Deze gulden kwam in juni 2001 in omloop. Er werden 16.000.000 exemplaren van geslagen, symbolisch voor iedere Nederlander een allerlaatste gulden. Daarnaast werden er 45.000 in 'fdc-kwaliteit' geslagen en 32.000 in 'proof-kwaliteit'. Ten slotte zijn er ook 400 zilveren varianten geslagen, deze zijn dus zeer zeldzaam.
De portretzijde, met een beeltenis van H.M. koningin Beatrix (die ook is gebruikt voor de voetbalmunt uit 2000) is ontworpen door Michael Raedecker en Geerten Verheus.
In 2001 werd nog een standaard 1 guldenmunt met hetzelfde ontwerp van vorige jaren geslagen en een speciale zilveren en gouden versie die geliefd zijn bij verzamelaars en ook wettig betaalmiddel waren. Sinds 28 januari 2002 is deze munt geen wettig betaalmiddel meer in Nederland en vervangen door de euro.

## Overgang naar de euro
Op 1 januari 2002 ging Nederland over op de euro. De meeste Nederlandse winkels accepteerden daarna de oude coupures nog gedurende vier weken, tot en met 28 januari 2002. Nederland was daarmee een van de landen die het snelst helemaal overgingen op de euro. Hiermee kwam een eind aan een munt die bijna 700 jaar had overleefd.
Na 2002 konden munten en bankbiljetten met een waarde in guldens nog bij banken en postkantoren worden ingewisseld. Munten konden  tot 1 januari 2007 worden ingewisseld. Het meeste papiergeld, dus de bankbiljetten in guldens, kan nog tot 2032 ingewisseld worden bij De Nederlandsche Bank, hoewel voor enkele biljetten een eerdere uiterste datum geldt.

## Trivia
Het gewicht van de zilverguldens tussen 1839 en 1954 heeft tot gevolg dat 1000 kg (= 1 ton) aan guldens een waarde heeft van 100.000 gulden. De gewichtseenheid krijgt daarmee een geldswaarde.